# Hällevadsholm
Hällevadsholm – miejscowość (tätort) w Szwecji, w regionie administracyjnym (län) Västra Götaland, w gminie Munkedal.
Według danych Szwedzkiego Urzędu Statystycznego liczba ludności wyniosła: 816 (31 grudnia 2015), 780 (31 grudnia 2018) i 775 (31 grudnia 2019).